# Merck-Saint-Liévin
Merck-Saint-Liévin é uma comuna francesa na região administrativa de Altos da França, no departamento de Pas-de-Calais. Estende-se por uma área de 11,85 km². Em 2010 a comuna tinha 665 habitantes (densidade: 56,1 hab./km²).